# Olios
Olios és un gènere d'aranyes araneomorfs de la família dels esparàssids (Sparassidae). Fou descrit per primera vegada per Charles Athanase Walckenaer l'any 1837.
Les seves espècies es troben distribuïda per tots els continents en zones de climes temperats o tropicals.

## Taxonomia
Segons el World Spider Catalog amb data de 12 de gener de 2019, Olios té reconegudes les següents espècies:
- Olios abnormis (Blackwall, 1866)
- Olios acolastus (Thorell, 1890)
- Olios acostae Schenkel, 1953
- Olios actaeon (Pocock, 1899)
- Olios admiratus (Pocock, 1901)
- Olios africanus (Karsch, 1878)
- Olios albertius Strand, 1913
- Olios alluaudi Simon, 1887
- Olios amanensis Strand, 1907
- Olios annandalei (Simon, 1901)
- Olios antiguensis (Keyserling, 1880)
- Olios argelasius (Walckenaer, 1806)
- Olios aristophanei Lessert, 1936
- Olios artemis Hogg, 1916
- Olios atomarius Simon, 1880
- Olios attractus Petrunkevitch, 1911
- Olios audax (Banks, 1909)
- Olios aurantiacus Mello-Leitão, 1918
- Olios auricomis (Simon, 1880)
- Olios banananus Strand, 1916
- Olios batesi (Pocock, 1900)
- Olios baulnyi (Simon, 1874)
- Olios benitensis (Pocock, 1900)
- Olios berlandi Roewer, 1951
- Olios bhattacharjeei (Saha & Raychaudhuri, 2007)
- Olios bhavnagarensis Sethi & Tikader, 1988
- Olios biarmatus Lessert, 1925
- Olios bivittatus Roewer, 1951
- Olios bombilius (F. O. Pickard-Cambridge, 1899)
- Olios brachycephalus Lawrence, 1938
- Olios bungarensis Strand, 1913
- Olios canalae Berland, 1924
- Olios canariensis (Lucas, 1838)
- Olios caprinus Mello-Leitão, 1918
- Olios cayanus Taczanowski, 1872
- Olios ceylonicus (Leardi, 1902)
- Olios chelifer Lawrence, 1937
- Olios chiracanthiformis (Strand, 1906)
- Olios chubbi Lessert, 1923
- Olios clarus (Keyserling, 1880)
- Olios claviger (Pocock, 1901)
- Olios coccineiventris (Simon, 1880)
- Olios coenobitus Fage, 1926
- Olios conspersipes (Thorell, 1899)
- Olios corallinus Schmidt, 1971
- Olios correvoni Lessert, 1921
- Olios crassus (Banks, 1909)
- Olios croseiceps (Pocock, 1898)
- Olios cursor (Thorell, 1894)
- Olios darlingi (Pocock, 1901)
- Olios debalae (Biswas & Roy, 2005)
- Olios debilipes Mello-Leitão, 1945
- Olios derasus (C. L. Koch, 1845)
- Olios detritus (C. L. Koch, 1845)
- Olios diao Jäger, 2012
- Olios digitalis Eydoux & Souleyet, 1841
- Olios digitatus Sun, Li & Zhang, 2011
- Olios discolorichelis Caporiacco, 1947
- Olios durlaviae Biswas & Raychaudhuri, 2005
- Olios erraticus Fage, 1926
- Olios erroneus O. Pickard-Cambridge, 1890
- Olios extensus Berland, 1924
- Olios exterritorialis Strand, 1907
- Olios faesi Lessert, 1933
- Olios fasciatus (Keyserling, 1880)
- Olios fasciculatus Simon, 1880
- Olios fasciiventris Simon, 1880
- Olios feldmanni Strand, 1915
- Olios ferox (Thorell, 1892)
- Olios fimbriatus Chrysanthus, 1965
- Olios flavens Nicolet, 1849
- Olios flavidus (O. Pickard-Cambridge, 1885)
- Olios flavovittatus (Caporiacco, 1935)
- Olios floweri Lessert, 1921
- Olios fonticola (Pocock, 1902)
- Olios formosus Banks, 1929
- Olios francoisi (Simon, 1898)
- Olios freyi Lessert, 1929
- Olios fugax (O. Pickard-Cambridge, 1885)
- Olios fugiens (O. Pickard-Cambridge, 1890)
- Olios fuhrmanni Strand, 1914
- Olios fuligineus (Pocock, 1901)
- Olios fulvithorax Berland, 1924
- Olios galapagoensis Banks, 1902
- Olios gentilis (Karsch, 1879)
- Olios giganteus Keyserling, 1884
- Olios gravelyi Sethi & Tikader, 1988
- Olios greeni (Pocock, 1901)
- Olios guatemalensis Keyserling, 1887
- Olios guineibius Strand, 1911
- Olios guttipes (Simon, 1897)
- Olios hampsoni (Pocock, 1901)
- Olios helvus (Keyserling, 1880)
- Olios hirtus (Karsch, 1879)
- Olios hoplites Caporiacco, 1941
- Olios humboldtianus Berland, 1924
- Olios hyeroglyphicus Mello-Leitão, 1918
- Olios inaequipes (Simon, 1890)
- Olios insignifer Chrysanthus, 1965
- Olios insulanus (Thorell, 1881)
- Olios iranii (Pocock, 1901)
- Olios isongonis Strand, 1915
- Olios ituricus Strand, 1913
- Olios jaenicke Jäger, 2012
- Olios jaldaparaensis Saha & Raychaudhuri, 2007
- Olios japonicus Jäger & Ono, 2000
- Olios kassenjicola Strand, 1916
- Olios keyserlingi (Simon, 1880)
- Olios kiranae Sethi & Tikader, 1988
- Olios kruegeri (Simon, 1897)
- Olios lacticolor Lawrence, 1952
- Olios lamarcki (Latreille, 1806)
- Olios lepidus Vellard, 1924
- Olios longespinus Caporiacco, 1947
- Olios longipedatus Roewer, 1951
- Olios longipedes Roewer, 1951
- Olios lutescens (Thorell, 1894)
- Olios luteus (Keyserling, 1880)
- Olios machadoi Lawrence, 1952
- Olios macroepigynus Soares, 1944
- Olios maculatus (Blackwall, 1862)
- Olios maculinotatus Strand, 1909
- Olios mahabangkawitus Barrion & Litsinger, 1995
- Olios malagassus Strand, 1907
- Olios marshalli (Pocock, 1898)
- Olios mathani (Simon, 1880)
- Olios menghaiensis (Wang & Zhang, 1990)
- Olios milleti (Pocock, 1901)
- Olios minensis (Mello-Leitão, 1917)
- Olios monticola Berland, 1924
- Olios morbillosus (MacLeay, 1827)
- Olios mordax (O. Pickard-Cambridge, 1899)
- Olios muang Jäger & Praxaysombath, 2009
- Olios mutabilis Mello-Leitão, 1917
- Olios mygalinus Doleschall, 1857
- Olios nanningensis (Hu & Ru, 1988)
- Olios neocaledonicus Berland, 1924
- Olios nigrifrons (Simon, 1897)
- Olios nigristernis (Simon, 1880)
- Olios nigriventris Taczanowski, 1872
- Olios nossibeensis Strand, 1907
- Olios oberzelleri Kritscher, 1966
- Olios obesulus (Pocock, 1901)
- Olios obscurus (Keyserling, 1880)
- Olios obtusus (F. O. Pickard-Cambridge, 1900)
- Olios occidentalis (Karsch, 1879)
- Olios orchiticus Mello-Leitão, 1930
- Olios ornatus (Thorell, 1877)
- Olios oubatchensis Berland, 1924
- Olios paalongus Barrion & Litsinger, 1995
- Olios pacifer Lessert, 1921
- Olios paenuliformis Strand, 1916
- Olios pagurus Walckenaer, 1837
- Olios paraensis (Keyserling, 1880)
- Olios patagiatus (Simon, 1897)
- Olios pellucidus (Keyserling, 1880)
- Olios perezi Barrion & Litsinger, 1995
- Olios peruvianus Roewer, 1951
- Olios phipsoni (Pocock, 1899)
- Olios pictitarsis (Simon, 1880)
- Olios plumipes Mello-Leitão, 1937
- Olios praecinctus (L. Koch, 1865)
- Olios princeps Hogg, 1914
- Olios provocator Walckenaer, 1837
- Olios pulchripes (Thorell, 1899)
- Olios punctipes Simon, 1884
- Olios puniceus (Simon, 1880)
- Olios punjabensis Dyal, 1935
- Olios pusillus Simon, 1880
- Olios pyrozonis (Pocock, 1901)
- Olios quesitio Moradmand, 2013
- Olios quinquelineatus Taczanowski, 1872
- Olios roeweri Caporiacco, 1955
- Olios rosettii (Leardi, 1901)
- Olios rotundiceps (Pocock, 1901)
- Olios rubripes Taczanowski, 1872
- Olios rubriventris (Thorell, 1881)
- Olios rufilatus (Pocock, 1900)
- Olios rufus (Keyserling, 1880)
- Olios ruwenzoricus Strand, 1913
- Olios sanctivincenti (Simon, 1898)
- Olios sanguinifrons (Simon, 1906)
- Olios scalptor Jäger & Ono, 2001
- Olios schonlandi (Pocock, 1900)
- Olios senilis Simon, 1880
- Olios sericeus (Kroneberg, 1875)
- Olios sexpunctatus Caporiacco, 1947
- Olios sherwoodi Lessert, 1929
- Olios similaris (Rainbow, 1898)
- Olios similis (O. Pickard-Cambridge, 1890)
- Olios simoni (O. Pickard-Cambridge, 1890)
- Olios sjostedti Lessert, 1921
- Olios skwarrae (Roewer, 1933)
- Olios socotranus (Pocock, 1903)
- Olios somalicus Caporiacco, 1940
- Olios soratensis Strand, 1907
- Olios spenceri Pocock, 1896
- Olios spiculosus (Pocock, 1901)
- Olios spinipalpis (Pocock, 1901)
- Olios stictopus (Pocock, 1898)
- Olios stimulator (Simon, 1897)
- Olios strandi Kolosváry, 1934
- Olios striatus (Blackwall, 1867)
- Olios stylifer (F. O. Pickard-Cambridge, 1900)
- Olios suavis (O. Pickard-Cambridge, 1876)
- Olios subadultus Mello-Leitão, 1930
- Olios subpusillus Strand, 1907
- Olios sulphuratus (Thorell, 1899)
- Olios suung Jäger, 2012
- Olios sylvaticus (Blackwall, 1862)
- Olios tamerlani Roewer, 1951
- Olios tarandus (Simon, 1897)
- Olios tener (Thorell, 1891)
- Olios tiantongensis (Zhang & Kim, 1996)
- Olios tigrinus (Keyserling, 1880)
- Olios tikaderi Kundu, Biswas & Raychaudhuri, 1999
- Olios timidus (O. Pickard-Cambridge, 1885)
- Olios triarmatus Lessert, 1936
- Olios trifurcatus (Pocock, 1900)
- Olios trinitatis Strand, 1916
- Olios valenciae Strand, 1916
- Olios variatus (Thorell, 1899)
- Olios velox (Simon, 1880)
- Olios ventrosus Nicolet, 1849
- Olios vitiosus Vellard, 1924
- Olios vittifemur Strand, 1916
- Olios werneri (Simon, 1906)
- Olios wolfi Strand, 1911
- Olios wroughtoni (Simon, 1897)
- Olios yucatanus Chamberlin, 1925
- Olios zebra (Thorell, 1881)
- Olios zulu Simon, 1880